# شهرستان لارنس (ایندیانا)
شهرستان لارنس، ایندیانا (به انگلیسی: Lawrence County, Indiana) شهرستانی در ایالات متحده آمریکا است که در ایندیانا واقع شده‌است.